# FK Bokelj
Fudbalski klub Bokelj Kotor (Фудбалски Клуб Бокељ Котор) – czarnogórski klub piłkarski z siedzibą w Kotorze. Został utworzony w 1922 roku. Obecnie występuje w Prvej Lidze Czarnogóry.

## Stadion
Klub rozgrywa swoje mecze domowe na stadionie Stadion Pod Vrmcem w Kotorze, który może pomieścić 5.000 widzów.

## Sezony
| Sezon                          | Liga                                                 | Poziom | Miejsce |
| Federalna Republika Jugosławii |                                                      |        |         |
| 1999/00                        | Druga liga SR Јugoslavije – Grupa Zapad (Zachód)     | II     | 8       |
| 2000/01                        | Druga liga SR Јugoslavije – Grupa Jug (Południe)     | II     | 2       |
| 2001/02                        | Druga liga SR Јugoslavije – Grupa Jug (Południe)     | II     | 10      |
| 2002/03                        | Druga liga SR Јugoslavije – Grupa Jug (Południe)     | II     | 2       |
| Serbia i Czarnogóra            |                                                      |        |         |
| 2003/04                        | Druga liga Srbije i Crne Gore – Grupa Jug (Południe) | II     | 2       |
| 2004/05                        | Prva crnogorska liga                                 | II     | 8       |
| 2005/06                        | Prva crnogorska liga                                 | II     | 10 *    |
| Czarnogóra                     |                                                      |        |         |
| 2006/07                        | Druga liga                                           | II     | 2       |
| 2007/08                        | Prva liga                                            | I      | 10      |
| 2008/09                        | Druga liga                                           | II     | 6       |
| 2009/10                        | Druga liga                                           | II     | 4       |
| 2010/11                        | Druga liga                                           | II     | 1       |
| 2011/12                        | Prva liga                                            | I      | 12      |
| 2012/13                        | Druga liga                                           | II     | 2       |
| 2013/14                        | Druga liga                                           | II     | 1       |
| 2014/15                        | Prva liga                                            | I      | 8       |
| 2015/16                        | Prva liga                                            | I      | 4       |
| 2016/17                        | Prva liga                                            | I      | 10      |
| 2017/18                        | Druga liga                                           | II     | 4       |
| 2018/19                        | Druga liga                                           | II     | 3       |
| 2019/20                        | Druga liga                                           | II     | 3       |
| 2020/21                        | Druga liga                                           | II     | 5       |
| 2021/22                        | Druga liga                                           | II     | 4       |
| 2022/23                        | Druga liga                                           | II     | 4       |
| 2023/24                        | Druga liga                                           | II     | 1       |
| 2024/25                        | Prva liga                                            | I      | 6       |

 * W wyniku przeprowadzonego 21 maja 2006 referendum niepodległościowego zadeklarowano  zerwanie dotychczas istniejącej federacji Czarnogóry z Serbią (Serbia i Czarnogóra). W związku z tym po sezonie 2005/06  wszystkie czarnogórskie zespoły wystąpiły z lig Serbii i Czarnogóry, a od nowego sezonu 2006/07 Bokelj Kotor przystąpił do rozgrywek Drugiej crnogorskiej ligi.

## Sukcesy
- mistrzostwo Drugiej crnogorskiej ligi (3): 2011, 2014 i 2024 (awanse do Prvej crnogorskiej ligi).
- wicemistrzostwo Drugiej crnogorskiej ligi (1): 2007 (awans do Prvej crnogorskiej ligi, po wygranych barażach).
- wicemistrzostwo Drugiej crnogorskiej ligi (1): 2013 (brak awansu do Prvej crnogorskiej ligi, po przegranych barażach).
- wicemistrzostwo Drugiej ligi SR Јugoslavije (2): 2001 i 2003.
- wicemistrzostwo Drugiej ligi Srbije i Crne Gore (1): 2004.

## Europejskie puchary
Legenda do wszystkich tabel:
- Q – runda eliminacyjna, 1/16, 1/8, 1/4, 1/2 – odpowiednia faza rozgrywek, Grupa – runda grupowa, 1r gr – pierwsza runda grupowa, 2r gr – druga runda grupowa, F – finał, R – runda, PO – play-off
- k. – rzuty karne, los. – losowanie, Dogr. – dogrywka, w. – zasada bramek strzelonych na wyjeździe

| Sezon   | Rozgrywki   | Runda | Klub      | Dom | Wyjazd | Ogólnie |
| ------- | ----------- | ----- | --------- | --- | ------ | ------- |
| 2016/17 | Liga Europy | 1Q    | Vojvodina | 1–1 | 0–5    | 1–6     |